# 航空協定
航空協定（こうくうきょうてい）は、国際民間航空運送に関する路線・輸送力・航空企業などの事項について2国間で締結される条約の総称である。二国間航空協定ともいう。

## 概要
第二次世界大戦後の民間航空制度について1944年にシカゴで開かれた会議では、領空主権の原則を再確認するとともに、国際民間航空機関（ICAO）の設立が合意されるなど、民間航空に関する枠組みが構築された（シカゴ条約）。しかし同会議では航空運送業務に関するコンセンサスは得られず、二国間の協定にゆだねられることとなった。協定のモデルとしては、1946年に英米間で締結された第一次バーミューダ協定（en:Bermuda Agreement）が、現在に至るまで用いられている。
多くの航空協定では後述の通り、路線および輸送力については航空当局間の合意に従う旨定めているため、航空企業が国際路線の開設や増便を自由に行うことはできず、国際路線への新規参入も自由ではない。これに対して、米国は1978年、航空規制緩和法を成立させ、以後主として国内市場において航空自由化を推進してきたが、1992年にはオープンスカイ政策を発表し、未発効のものも含め2008年6月12日現在では92か国・地域との間で路線・輸送力・航空企業の規制を撤廃する旨の協定（オープンスカイ協定）を締結している。しかし、米国の提唱するオープンスカイ政策は自国航空企業の利益機会を増加させることを主眼とするものであり、カボタージュを開放しないなど真の自由化ではないという側面もある。EUは米国にカボタージュを認めているため、EU航空業界は米国がカボタージュを認めないのは不公平だと主張し、米国とのオープンスカイ協定交渉が滞った（後にオープンスカイ協定を締結）。

## 内容
航空協定では一般に以下の事項が取り決められる。各航空企業の提供可能な輸送力については両国の航空当局間の協議によって定めること、付表については両国の航空当局間の協議と外交公文の交換により改正できることが定められるのが通例である。
- 両国の航空企業が享有する特権等
  - 相手国領空を無着陸で通過する権利（第1の自由）
  - 給油等のため着陸する権利（第2の自由）
  - 協定付表で定められた路線において相手国との間で旅客・貨物を運送する権利（第3・第4の自由）
  - 当該路線において第三国の地点と相手国との間で旅客・貨物を運送する権利（第5の自由、以遠権）
  - 空港等利用料金や燃料等に関する事項
- 定期航空業務開設の手続、その運営に関する原則（輸送力等）
- 運賃の決定手続
- 民間航空の安全保護のための措置
- 付表: 両国の航空企業が運営することのできる路線

## 日本と外国との間の航空協定
日本は1952年に米国との間で最初の航空協定を締結し、現在までに計55か国1地域との間で航空協定を締結している。最近の締結例は2024年2月29日にチェコとの間で締結したものである。
日本にとって国際航空上、最も重要な二国間関係は日米関係であるが、1952年に締結した協定は米国企業に無制限の以遠権を認め、1959年の秘密合意議事録は米側先発企業について既存路線の増便を原則自由・事後審査とする一方日本側企業には増便の自由を与えないとするなど不平等な内容であったため、改定の努力が続けられ、1998年の暫定合意により一応形式的平等を達成できた。しかし、日米間の地勢の相違・国内航空市場の規模の差異などの原因から、日本企業が米国企業と同じ競争条件を与えられているとはいえない。
日本はオープンスカイ協定政策を推進してこなかったが、
アジア・ゲートウェイ構想に基づき、韓国・タイとの間では2007年、乗り入れ地点・便数制限を撤廃する旨の自由化が達成されている（日本の首都圏空港関連路線を除く）。